# Zimski šesterokut
Zimski šesterokut je mnogokut što ga čine najsjajnije zvijezde iz 6 zviježđa; zvijezde Rigel, Sirius, Prokion, Kastor s Poluksom, Kapela i Aldebaran u vrhovima su šesterokuta. Zvijezde opasuju područje u kojemu se kriju ne samo ljepote, nego i vrlo zanimljiva fizička tijela. Posred tog područja prolazi svijetla pruga Mliječnog puta. Sirius i Prokion dio su i Zimskog trokuta, manjeg asterizma koji ove dvije zvijezde tvore s Betelgeuseom u Orionu. Zimski šesterokut može se vidjeti visoko na nebu između prosinca i ožujka na sjevernoj polutci. Na južnim geografskim širinama asterizam se pojavljuje kao "ljetni šesterokut" ili "ljetni krug", a može se proširiti s Canopusom u južnom zviježđu Kobilici, drugom najsjajnijom zvijezdom na noćnom nebu.